# Tmesisternus popondettae
Tmesisternus popondettae là một loài bọ cánh cứng trong họ Cerambycidae.